# Torosso (Karangasso-Sambla)
Pour les articles homonymes, voir Torosso.
Torosso est une localité située dans le département de Karangasso-Sambla de la province du Houet dans la région des Hauts-Bassins au Burkina Faso.

## Éducation et santé
Le centre de soins le plus proche de Torosso est le centre de santé et de promotion sociale (CSPS) de Tiara.

## Culture
Le balafoniste Mamadou Diabaté est né à Torosso.